# Changpeng Zhao
Changpeng Zhao, communément surnommé « CZ », né le 10 septembre 1977 en province de Jiangsu (Chine), est un dirigeant d'entreprise sino-canadien. Il est le fondateur et PDG de Binance, une des plus grandes plateformes d'échanges de cryptomonnaies au monde en termes de volume de transactions. 
Avant Binance, il a participé au développement de Blockchain.info et fut également directeur de la technologie d'OKCoin.
Selon Le Journal du Net, la fortune de CZ s'élèverait à plus de 65 milliards de dollars en 2022.  Selon Forbes, Zhao est classé 26e personne plus riche au monde, avec une valeur nette de possessions estimée à 59,2 milliards de dollars en septembre 2024,,,,.

## Jeunesse et formation
Changpeng Zhao est né le 10 septembre 1977 dans la province chinoise du Jiangsu. À la fin des années 1980, il déménage avec sa famille au Canada à l'âge de 12 ans. Ils s'installent à Vancouver.
Ses parents sont tous deux enseignants, raison de leur exil de Chine, ayant été persécutés à la suite des manifestations de la place Tian'anmen. Au cours de son adolescence, Zhao aide à subvenir aux besoins de sa famille en occupant un certain nombre d'emplois de service, notamment ceux de gardien de nuit dans une station service et de serveur chez McDonald's.
Zhao fréquente l'université McGill à Montréal, au Québec, où il se spécialise en informatique.

## Carrière
Après avoir obtenu son diplôme universitaire, Zhao effectue un stage chez un sous-traitant de la Bourse de Tokyo, développant un logiciel pour faire correspondre les ordres commerciaux. Il travaille ensuite à temps plein pendant quatre ans chez Bloomberg Tradebook, où il est développeur de logiciels de trading à terme.
À partir de 2013, il travaille pour divers projets de cryptomonnaies, y compris Blockchain.info, et est brièvement directeur de la technologie d'OKCoin. En 2014, il vend son appartement de Shanghai pour environ un million de dollars pour acheter des bitcoins.
Après avoir lancé son service d'échange de cryptomonnaies Binance en juillet 2017, il lève 15 millions de dollars dans une initial coin offering. En huit mois, Binance devient le plus grand service d'échange de cryptomonnaies au monde en termes de volume de transactions, en avril 2018,.
En février 2018, le magazine Forbes le place troisième sur sa liste des « personnes les plus riches en cryptomonnaies » avec une estimation de 1,1 à 2 milliards de dollars,,.
En février 2022, la Securities and Exchange Commission (SEC) ouvre une enquête contre Changpeng Zhao, qu’elle soupçonne de partager des informations confidentielles avec deux sociétés américaines, Merit Peak Ltd et Sigma Chain, afin de limiter la volatilité des prix des cryptomonnaies.
En mai de la même année, Zhao investit 500 millions de dollars via Binance pour financer l'acquisition de Twitter par Elon Musk.
L'homme d'affaires vit à présent à Singapour ou aux Émirats Arabes Unis[réf. nécessaire].
En 2023, il démissionne de son poste de PDG de Binance après un accord avec les autorités américaines qui l'accusent d'avoir failli à mettre en place les procédures nécessaires de lutte contre le blanchiment d'argent, accusation pour laquelle il plaide coupable.
En novembre 2023, malgré la fixation d'une caution de 175 millions de dollars pour sa libération, les procureurs américains expriment des inquiétudes quant à son retour potentiel aux Émirats Arabes Unis, un pays sans traité d'extradition avec les États-Unis. Les avocats de Zhao tentent de désamorcer ces préoccupations, soulignant son engagement financier important aux États-Unis et la présence de sa famille aux Émirats Arabes Unis.
En avril 2024, Changpeng Zhao est finalement condamné à quatre mois de prison par un tribunal de Seattle, ainsi qu'à une amende pénale de 50 millions de dollars. Il est aussi condamné à verser 50 millions de dollars à la U.S. Commodity Futures Trading Commission. Sa peine de prison se termine le 29 septembre 2024.

## Prises de position
Dans une interview par le New York Times, Zhao déclare que les gens se lancent dans la cryptomonnaie à mesure qu'ils la voient grandir, « l'échangent et gagnent de l'argent au lieu de l'utiliser », mais que le marché se corrigera toujours.
Le 6 avril 2021, Zhao déclare à Bloomberg Markets que près de 100 % de ses actifs nets liquides sont sous forme de cryptomonnaie.
Dans une interview publiée le 16 novembre 2021, Zhao déclare qu'il prévoit de donner jusqu'à 99 % de sa richesse, avec l'intention de suivre l'exemple donné par d'autres magnats.